# San Damiano d'Asti
San Damiano d'Asti là một đô thị ở tỉnh Asti vùng Piedmont thuộc Ý, nằm ở vị trí cách khoảng 40 km về phía đông nam của Torino và khoảng 13 km về phía tây nam của Asti. Tại thời điểm ngày 31 tháng 12 năm 2004, đô thị này có dân số 8.024 người và diện tích là 48 km².
Đô thị San Damiano d'Asti có các frazioni (các đơn vị trực thuộc, chủ yếu là các làng) Lavezzole, San Luigi, San Grato, San Giulio, San Pietro, Gorzano, Verneglio, Valmolina, Vascaglianavà Torrazzo.
San Damiano d'Asti giáp các đô thị: Antignano, Asti, Canale, Cantarana, Celle Enomondo, Cisterna d'Asti, Ferrere, Govone, Priocca, San Martino Alfieri và Tigliole.